# 全銀協標準プロトコル
全銀協標準プロトコル（ぜんぎんきょうひょうじゅんプロトコル、英語: Zengin-Procedure）とは、全国銀行協会により公表された日本銀行と各金融機関、各金融機関間、各金融機関と利用者の間のコンピュータ接続方式。金融機関とのデータ交換にとどまらず、一般的な企業間データ交換手順としても利用されている。全銀協手順、全銀手順、Z手順とも呼ばれる。仕様書は全国銀行協会から有償で入手することができる。

## 概要

### ベーシック手順
銀行と企業との間でオンラインデータの交換を行う場合に使用することを目的として開発された日本独自の通信手順。
1983年10月に全銀協標準通信プロトコル（ベーシック手順）が制定され、1984年1月には全銀協パーソナルコンピュータ用標準通信プロトコル（ベーシック手順）が制定された。専用のハードウェアや公衆交換電話網回線を必要とする。
通信制御にはBSC手順（2進同期通信）に準拠したものを使っており、データリンクレベルと電文制御レベルを区分している点が特徴。通信速度はアナログ回線では2400bps、ISDN回線を利用すれば最大64kbpsである。
回線層、データリンク層、通信制御層、機能制御層、アプリケーション層の5階層構成となっており、OSI参照モデルとは異なる。
2017年11月1日、全銀協は、同方式のサポートを2023年12月末で終了することを発表した。2024年に予定されている、公衆交換電話網のIP網への移行に伴う措置。

### TCP/IP手順
1997年3月に制定された。拡張Z手順、全銀協TCP/IP手順、全銀TCP/IPなどとも呼ばれる。
アプリケーションインターフェイスは、ベーシック手順と互換性を保っているが、BSC手順の代わりにトランスポート層以下にTCP/IPを用いる。TCP/IPが利用可能な様々な通信方式、通信機器を利用でき、高速な通信ができるのが利点である。但し、公衆交換電話網での運用を前提とすることは、ベーシック手順と変わっていない。
データ交換を目的としたプロトコルであり、用途を限定することによって信頼性を高めている。
2017年11月1日、全銀協は、同方式のサポートを2023年12月末で終了することを発表した。2024年に予定されている、公衆交換電話網のIP網への移行に伴う措置。

### TCP/IP手順・広域IP網
2017年5月16日に仕様書が公開された。
公衆交換電話網を適用回線とするこれまでの全銀協手順に対し、広域IP網（インターネット・IP-VPN等）での適用を前提とした手順である。
電文シーケンスや電文制御手順は、TCP/IP手順のものを踏襲。広域IP網特有のリスクであるセキュリティリスクに対しては、利用者によってその対策の要求水準が異なることから、セキュリティ対策の実装・運用については自由度を持たせた仕様設計となっている。具体的なセキュリティ対策の例として、全銀協は「L2TP/IPsec、IPsec、IP-VPNなどによる閉域網」の利用を挙げている。